# Violazione di legge
In diritto amministrativo la violazione di legge è data dalla difformità dell'atto amministrativo rispetto alle norme di legge ed è uno dei motivi per cui si può ottenere dalla giustizia amministrativa l'annullabilità dell'atto stesso.

## Diritto italiano
L'articolo 21 octies della legge 7 agosto 1990 n. 241, al secondo comma, introduce due importanti eccezioni rispetto alla violazione di legge:
La violazione di legge deve considerarsi una figura residuale in quanto comprende tutte quelle specie di vizi che non rientrano nelle altre due categorie (eccesso di potere, incompetenza). Essa si sostanzia in un contrasto tra l'atto e l'ordinamento giuridico indipendentemente dalla posizione psicologica (dolosa o colposa) del soggetto agente e si concreta in ogni difformità dal modello legale diversa dall incompetenza e dall'eccesso di potere. Il contrasto deve sussistere nei confronti di una legge e consiste:
- nella sua mancata applicazione;
- nella sua falsa applicazione.

I casi di violazione di legge possono così raggrupparsi:
1. vizio di forma e cioè inosservanza delle regole prescritte per la manifestazione di volontà (la mancanza assoluta di forma è, invece, causa di nullità)
2. difetto di motivazione o motivazione insufficiente
3. contenuto illegittimo
4. difetto di presupposti legali
5. violazione dei criteri di economicità, efficacia, imparzialità, trasparenza e pubblicità
6. violazione del principio del giusto procedimento e di leale cooperazione istituzionale.

### Storia
La legge 20 marzo 1865, n. 2248, all'allegato E, attribuiva al giudice ordinario il potere di conoscere dei invalidità dell'atto amministrativo.
Questa legge, però considerava come vizi solo l’incompetenza e la violazione di legge, la legge 3761 del 1877 ha introdotto  anche l'eccesso di potere, costituendo così i tre motivi di annullabilità dell'atto amministrativo anche quando la materia è entrata nelle competenze della Giustizia amministrativa